# Карнео, Антонио
Антонио Карнео (итал. Antonio Carneo), или Антонио Карниелло (итал. Antonio Carniello; 26 ноября 1637, Конкордия-Саджиттария, Венецианская республика — 16 декабря 1692, Портогруаро, Венецианская республика) — итальянский живописец, писавший картины в стиле барокко.

## Биография

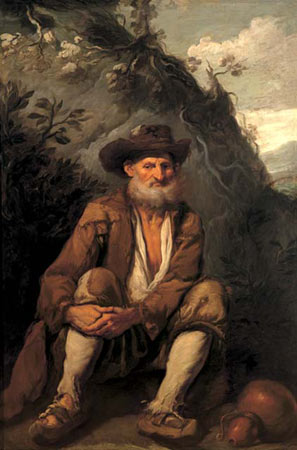
«Странник» (1670). Холст, масло. Общественный музей и галерея истории искусств (Удине), Удине

Родился в 1637 году в Конкордии в семье художника Джакомо Карниелло, который обучил его живописи. Самым ранним упоминанием имени художника является документ от 24 августа 1667 года, который содержит запись о том, что ему, взамен на его полотна, графом Удине было предоставлено место жительства и пропитание. Он подписал документ, как Антонио Карнео. Художник работал на Леонардо Кайзелли, графа Удине до 1687 года. Аристократ оказывал всяческое покровительство своему живописцу.
В 1689 году Карнео получил заказ и предоплату за алтарь для церкви Сан-Дзеноне в Фоссальта-ди-Портогруаро. Он завершил его в 1690 году. В том же году им была написана картина «Воспитание Девы Марии со святыми» для церкви Сан-Кристофоро в Удине. Сохранился документ от 11 августа 1692 года, в котором указывается сумма, которую Карнео получил от церкви Сан-Дзеноне в Фоссальта-ди-Портогруаро на покупку красок. Но в октябре того же года он сильно заболел, так, что получил последние таинства. Художник умер 16 декабря 1692 года в Портогруаро и был похоронен в родном городе Конкордии.